# (20898) Fountainhills
(20898) Fountainhills est un astéroïde de la ceinture principale.

## Description
(20898) Fountainhills est un astéroïde de la ceinture principale. Il fut découvert le 30 novembre 2000 à Fountain Hills (Arizona) par Charles W. Juels. Il présente une orbite caractérisée par un demi-grand axe de 4,23 UA, une excentricité de 0,47 et une inclinaison de 45,5° par rapport à l'écliptique.

## Compléments